# やおコミュニティ放送
やおコミュニティ放送株式会社は、かつて大阪府八尾市、大阪市平野区、東大阪市、柏原市の各一部地域を放送区域として超短波放送（FM放送）をしていた特定地上基幹放送事業者である。
市民公募から採用されたFMちゃおの愛称でコミュニティ放送をしていた。

## 概要
八尾市の市制施行50周年の記念事業として、1998年（平成10年）4月29日に開局した。全国のコミュニティ放送局の中では96番目の開局。
本社は近鉄八尾駅前にある大型ショッピングセンター“アリオ八尾”2Fに入居。全面ガラス張りのオープンスタジオ後方が事務所となっている。
ロゴマークは「八尾空港」（八尾市内）のイメージから小型飛行機（複葉機）のイラストを使用、2019年からは、開局20周年記念で作成されたイメージキャラクター「ラジラ（Radzilla)」を新たに使用。オリジナルテーマソング「ちゃおソング」などもある。
- 発足時、資本金は1億円（2000株発行）、株主76社・団体でスタートした。開局当時の株主の割合は八尾市25%、一般株主（企業・個人含む）75%。地元企業を中心に、商工会議所・JA・銀行・信金・保険・学校ほか、製造業・食品加工業・商店会連合会など、幅広く株主を集めた。
- 1998年当時、大阪府下ではFM放送の周波数割当てがひっ迫（大阪府下ではすでに「エフエムもりぐち」「エフエムひらかた」「エフエムみのお」「エフエムキタ」「エフエムちゅうおう」が開局）しており、“府下に新しいコミュニティFM局は許可されない”と言われていたが、79.2MHz（出力10W）が近畿総合通信局から割り当てられ、当時は“滑り込み開局”などと言われた。
- 近年は「届けます、元気と安心。繋げます、地域の絆」を活動目標に掲げ、エリア内（おもに八尾市内）の年間取材本数が2000件を数える。取材活動はおもにタレント（各事務所所属）が行い、FMちゃお自体の職員は非常に少ない。
- 本社がアリオ八尾（ショッピングセンター）内にあるため年末年始も通年営業している。祝日・改編期なども含め特番放送はあまりない。また、開局以来24時間放送（深夜は自動放送）を行っていたが、2018年10月から深夜0時 - 6時に放送休止を設けたため、現在は午前6時から深夜0時までの18時間放送となっている。
- 2023年9月21日、SNSの発達、経営環境の厳しさや将来を担う人材群の構築が出来なかったこと、放送機材老朽化に伴い経営環境の悪化が予測されることから2024年3月末日をもって閉局することを発表した[1]。同年3月31日、『FMちゃおファイナルイベント「Believe」』を生放送し、最後にオリジナルテーマソング「ちゃおソング」を流し、20時に閉局した。
- その後、地域新聞「八尾タイムズ」を刊行している株式会社八尾タイムズによる運営で「やおFM」が開局することになった。周波数はかつてのFMちゃおと同じ79.2MHzで、インターネットホームページのアドレスも継承し、2025年2月15日に開局した。開局時点での番組編成では自社製作が少なく、ミュージックバードの番組が過半数となっている。同局のインターネット配信はFM++で実施している。

## 沿革
1998年（平成10年）
- 開局当時は、近鉄大阪線八尾駅前ビル内（八尾市東本町）に本社・スタジオを開設。当初はこの本社スタジオと、JR志紀駅前・国道25号線沿いにあるアミューズメント施設「ボウルアロー」内のサテライトスタジオを使用（ボウルアロー提供番組を放送）しての番組編成を行っていた。
- 開局にあわせてオリジナルソングの発表、バンパーステッカーを3色、各3000枚製作。またオリジナルグッズとして帽子・社用箋・ウインドブレイカーなども製作。FMちゃお専用の携帯ラジオ（販売価格2000円）も1000台作られた。
- 4月29日開局間もなく、八尾市立総合体育館ウイングにて開催された「リサイクルフェア'98」会場から初の公開生放送を実施した。
- 開局から約1年ほどの間、生放送番組枠が非常に多く、朝7時から深夜0時頃まで生放送を行っていた。
- 8月 八尾市最大の祭典「八尾河内音頭まつり」を、現地からはじめての公開生放送（２日間）実施。

1999年（平成11年）
- 8月 八尾市立山本球場から少年軟式野球大会（八尾市主催）の試合を5日間完全生中継実施。
- 8月 八尾市最大の祭典「八尾河内音頭まつり」を、現地から２年連続（2日間）で公開生放送実施。

2000年（平成12年）
- 累積赤字が問題視され財政の立て直しに着手。スタジオ等が入っていたビルの家賃問題などもあり、八尾市が保有していた遊休施設内（八尾市本町）へ移転。
- 街中からのレポートを重視し、フットワークを確保するためロングバンタイプの中継車両を導入。
- 8月 八尾市最大の祭典「八尾河内音頭まつり」を、現地から3年連続（2日間）で公開生放送実施。

2001年（平成13年）
- 8月 八尾市最大の祭典「八尾河内音頭まつり」を、現地から4年連続（2日間）で公開生放送実施。

2002年（平成14年）
- 4月 八尾市出身の著名チェリストをパーソナリティとしてクラシック番組の放送を開始。番組スタートに合わせて公式ファンクラブとなる「あんぱぱファミリークラブ」を立ち上げ会員を募る。（現在は解散）
- 8月 八尾市最大の祭典「八尾河内音頭まつり」を、現地から5年連続（2日間）で公開生放送実施。

2003年（平成15年）
- スタッフベスト・ウインドブレイカーおよびTシャツ・ポロシャツなどのユニフォームをリニューアル。ステーション（放送局）カラーを“オレンジ”で統一した。これ以降、FMちゃお=オレンジというイメージが周知されるようになった。
- 3代目デザインのバンパーステッカー（2種類）配布枚数が1000枚を超える。
- 5月 FMちゃおの番組公式ファンクラブ「あんぱぱファミリークラブ」会員が参加できる1泊2日ツアーを実施。パーソナリティと滋賀県彦根市へ赴き、彦根プリンスホテルでツアー参加者限定のチェロコンサートを実施。
- 8月 八尾市最大の祭典「八尾河内音頭まつり」を、現地から6年連続（2日間）で公開生放送実施。

2004年（平成16年）
- 2月18日 滋賀県高島郡にある箱館山スキー場から生中継を実施。今年度からスタートしたコーナー「スノーインフォメーション」の一環としてゲレンデ現地から初中継（後日、ゲレンデにて取材収録した音源を放送）。
- 5月1日 FMちゃお開局6周年特別番組として、八尾市内にある文化会館「プリズムホール」エントランスから公開生放送を実施した。番組名は「FMちゃお開局6周年記念特番」。多くのスポンサー企業からプレゼント協賛をいただき実施した。
- 8月 八尾市最大の祭典「八尾河内音頭まつり」を、現地から7年連続（2日間）で公開生放送実施。
- 9月11 - 12日 旧大阪府立八尾南高等学校跡地で行われた八尾市防災訓練の会場から、FMちゃお防災特別番組を放送（11日は本社スタジオから放送）。会場ではインタビューの他、FMちゃおのリスナーアンケートも実施された。

2005年（平成17年）
- 1月29日 滋賀県高島郡にある箱館山スキー場から1日限りの公開放送番組をオンエア。番組名は「にこにこ日曜日=お出かけスペシャル!=」更衣室を仮設スタジオとして使用。FOMA回線（モバイルスタジオ）を使用して生放送実施。ゲレンデからのレポートなどを挿入した。
- 4月29日 ファミリーロード商店街内（八尾市本町）に、サテライトスタジオ「ファミスタ」がオープン。商店街のオープン協賛セールイベントとともに新スタジオから開局7周年記念特番を放送した。
- 6月5日 藤井寺球場の取り壊し閉鎖に伴い、最後のイベントとして開催された「ふじいでら市民フェスタ」会場から番組の中継および収録を行った。特別番組名は「さよなら藤井寺球場　ふじいでら市民フェスタ」。当日はFMちゃおの特設ブースも藤井寺球場に設けられ、リスナーアンケートなども実施された。
- 8月 八尾市最大の祭典「八尾河内音頭まつり」を、現地から8年連続（2日間）で公開生放送実施。
- 9月23日 八尾空港のエアポートフェスティバル会場からから「特番中継および収録」を実施。八尾空港エプロンからのラジオ生中継は初の試み。

2006年（平成18年）
- 1月22日 滋賀県高島郡にある箱館山スキー場から２年目となる公開放送番組をオンエア。番組名は「にこにこ日曜日=お出かけスペシャル!2006=」今年度はゲレンデに設置された予備ゴンドラを仮設スタジオに使用。昨年同様FOMA回線（モバイルスタジオ）を使用して生放送実施。ゲレンデからのレポートなどを挿入した。
- 8月5日 - 20日 和歌山県田辺市にある扇ヶ浜ビーチから16日間の生放送番組を制作、放送を実施した。パーソナリティ2名を田辺市扇ヶ浜へ派遣。当時開局を目指していた「（仮称）エフエムべんけい」（現在エフエム田辺として開局）の開局PR活動の一環として依頼があり、南紀田辺のビーチ情報を大阪八尾市で流し観光客の誘致を図った。
- 8月 八尾市最大の祭典「八尾河内音頭まつり」を、現地から9年連続（2日間）で公開生放送実施。
- 9月30日  JR志紀駅前・国道25号線沿いにあるアミューズメント施設「ボウルアロー」1階にあったサテライトスタジオ「アロースタジオ」の運用が終了。
- 12月17日 12月上旬にオープンしたアリオ八尾レッドコートで初のラジオ公開生放送を実施。特別番組では松竹芸能・吉本興業などからゲストを招き、1500名の観客を集めた。

2007年（平成19年）
- 1月6日 - 2月17日（土曜日のみ）滋賀県高島郡にある箱館山スキー場から3年目となる公開放送番組をオンエア。今年度から「スノーパラダイス2007」として新しく冬限定の特別番組としてスタート。昨年同様ゲレンデに設置された予備ゴンドラを仮設スタジオに使用。FOMA回線（モバイルスタジオ）を使用して生放送実施。ゲレンデからのレポートなどを挿入した。また、八尾市の公的施設（小学生対象）で行われていた冬休みスキー教室が箱館山スキー場で行われていたこともあり、参加児童の元気な声や安否情報を番組内で挿入し保護者から大きな反響をいただいた。
- 6月1日 東大阪市役所前に設けられた「東大阪市民環境フェスティバル&東大阪リサイクルフェア」会場から特別番組を放送。
- 8月21日 JR柏原駅前アゼリアビル3階（柏原市上市）に、サテライトスタジオ「柏原アゼリアスタジオ」がオープン。この日から、月 - 金曜日10:00スタートの生放送番組「はっぴいくれよん」がアゼリアスタジオからのオンエアになった。
- 7月20日 - 8月26日（金・土・日のみ） 和歌山県田辺市にある扇ヶ浜ビーチから週末のみ生放送番組を制作、放送を実施した。当時開局を目指していた「（仮称）エフエムべんけい」（現在エフエム田辺として開局）の開局PR活動の一環として実施。2年目の放送となった。内容は前年同様、南紀田辺のビーチ情報を大阪八尾市で流し観光客の誘致を図った。
- 8月 八尾市最大の祭典「八尾河内音頭まつり」を、現地から10年連続で公開生放送実施。
- 9月1日 大阪府立八尾高等学校の文化祭会場から公開生放送を実施。番組名は「パワフル☆ダイナマイトin八尾高校文化祭」。文化祭実行委員会とのコラボ企画。当日は八尾高校正面玄関前にサテライトスタジオを設けて放送を行った。
- 10月26日 - 27日 東住吉区と平野区の地域活性化プロジェクト「東住吉・平野産業交流フェア」（大阪市平野区「コミュニティプラザ平野」）会場から公開生放送を実施。2日間にわたって番組生放送、中継、CM放送、ブース出展などを行った。
- 11月10日 エキスポランド（現在は閉園）から1日限りの特別番組公開生放送を実施。園内通路に特設サテライトスタジオを設けて放送を行った。

2008年（平成20年）
- 4月24日 八尾市栄町にスタジオ機能を備えたサロンスペース「Studio792」がオープン。また、4月29日に開局10周年を迎えたことを記念して、「FMちゃお開局10周年記念特別番組」を10時間にわたって放送した。
- 5月5日 「第33回羽曳野市民フェスティバル」の会場となった、羽曳野市軽里にある「LICはびきの」から公開生放送を実施。
- 5月11日 東大阪市西岩田にある商業施設「近鉄ハーツ」会場から特別番組の公開生放送を実施。番組名は「にこにこ日曜日 ハワイアンフェスティバルIN近鉄ハーツ」。当日開催されていた「ハワイアンフェスティバル」の模様を3時間の公開生放送としてオンエアした。
- 7月18日 - 8月16日間（土・日のみ） 和歌山県田辺市にある扇ヶ浜ビーチから週末のみ生放送番組を制作、放送を実施した。当時開局を目指していた「（仮称）エフエムべんけい」（現在エフエム田辺として開局）の開局PR活動の一環として依頼があり、南紀田辺のビーチ情報を大阪八尾市で流し観光客の誘致を図った。
- 7月25日 社内で違法な時間外労働（いわゆるサービス残業）があったとして東大阪労働基準監督署から是正勧告を受け、社内労務規定を改正。
- 8月 八尾市最大の祭典「八尾河内音頭まつり」を、現地から11年連続で公開生放送実施。
- 9月30日 八尾市栄町のサロンスペース「Studio792」の営業を終了。

2009年（平成21年）
- 5月10日 西武八尾店との母の日コラボ企画として、百貨店館内から公開生放送を実施。番組名は「にこにこ日曜日〜母の日スペシャルIN八尾西武〜」。この年から西武八尾店のコラボ催事を数多く請け負うようになる。
- 8月 八尾市最大の祭典「八尾河内音頭まつり」を、現地から12年連続で公開生放送実施。
- 9月5日 天王寺公園で開催されていた「第7回タイフェスティバル」会場から公開生放送を実施。特別番組名は「タイフェスティバル2009 in OSAKA!」。会場出展社から多くのリスナープレゼントをいただき、プレゼント応募総数の最高記録（1番組で128通）を更新。
- 2009年度（平成21年度）の年間地域取材件数が1000件を超える。また市民の放送出演者延べ人数が2万人を超え地域情報誌などに取り上げられた。

2010年（平成22年）
- 3月27日 - 28日 関西国際空港で開催されたイベント関空旅博2010の会場から公開生放送を実施。番組名は「関空旅博2010 Visit World!」。関西国際空港ターミナルから2日間の特別番組を放送した。
- 8月 八尾市最大の祭典「八尾河内音頭まつり」を、現地から13年連続で公開生放送実施。
- 9月30日 JR柏原駅前アゼリアビルサテライトスタジオ「柏原アゼリアスタジオ」の運用を終了。
- 秋クールにて大幅な改編を実施。火 - 金曜日の10:00 - 17:00を生ワイド番組「ラジマガ792」としてリニューアル（ワイド枠内に収録番組、コーナーを配置）。それまでのワンマンDJスタイルからメイン、サブの各パーソナリティに加え、ミキサースタッフ（ディレクター兼任）をつけた構成に変更した。

2011年（平成23年）
- 5月8日 西武八尾店との母の日コラボ企画「にこにこ日曜日〜母の日スペシャルIN八尾西武〜」公開生放送を実施。2回目の実施となる。
- 6月21日 西武八尾店との父の日コラボ企画「にこにこ日曜日〜父の日スペシャルIN八尾西武〜」百貨店館内から公開生放送を実施。
- 6月 本社移転計画を発表。9月17日、八尾市光町にある大型ショッピングセンター「ARIO（アリオ）八尾」モール内2階に3つの放送スタジオ（映像配信設備を備えたスタジオ）〜メインスタジオ「アリスタ」、サブスタジオ「リオスタ」、アナブース「Mスタ」を備えた新オフィスを施工。運用面では10月改編より大幅な番組リニューアル、またUSENのネット配信を終了。自社（制作番組）率が70%（再放送を含む）を超えた編成になる。また、本社移転に伴い柏原市内のサテライトスタジオ（アゼリアスタジオ、運用は7月にて終了）の一時撤退も同時に発表された。
- 9月 八尾市最大の祭典「八尾河内音頭まつり」を、現地から14年連続で公開生放送実施。
- 9月17日 本社スタジオ「アリスタ」、サテライトスタジオ「ファミスタ」で制作される生放送番組のUstream配信がスタートした。
- 10月 「取材」=「報道」と位置づけ、オレンジのスタッフユニフォームに加え、取材時には「報道」の腕章を付ける体制を整えた。

2012年（平成24年）
- 4月 大阪市中央区西心斎橋にある赤十字血液センター「CROSSCAFE（クロスカフェ）」サテライトスタジオからの生放送番組（毎月第3金曜日）がスタート。
- 5月1日 JCBAインターネットサイマルラジオに参加。24時間インターネットでの番組聴取が可能になった。
- 7月27日 初めてのリスナー感謝祭 “FMちゃおリスナー感謝祭2012” がアリオ八尾レッドコートにて行われ、FMちゃおの各番組から担当パーソナリティやミュージシャンが公開生放送や収録を行った。ゲストには井上昌己、*mariko*などがライブを披露した。
- 9月 八尾市最大の祭典「八尾河内音頭まつり」を、現地から15年連続で公開生放送実施。

2013年（平成25年）
- 8月24日 八尾市にある大阪経済法科大学駅前キャンパスから特別番組の公開生放送を実施。番組名は「大阪経済法科大学オープンキャンパス〜はっぴいサタデー in 経法大〜」。当日開催されていたオープンキャンパスのコラボ企画として企画・実施された。
- 9月 八尾市最大の祭典「八尾河内音頭まつり」を、現地から16年連続で公開生放送実施。
- 12月31日 サテライトスタジオ「ファミスタ」（八尾市本町）の運用を終了。
- 2013年度（平成25年度）の地域取材件数（おもに八尾市・柏原市内）が年間1800件を超えた。

2014年（平成26年）
- 3月21日 大阪府赤十字血液センター「CROSSCAFE（クロスカフェ）」サテライトスタジオ（大阪市中央区）からの生放送番組を終了した。
- 3月31日 「柏原市からのお知らせ」（柏原市提供）が放送終了、イベント告知や取材などを含めた放送対象区域から柏原市をはずし、活動地域を八尾市内に集中することを発表した。
- 4月 春の改編による新番組を発表。毎週土曜日「安田欣司バラエティ!ハミダシラヂヲ!」（16:00 - 19:00）と毎週日曜日「にこにこ日曜日」（16:00 - 19:00）の3時間生放送番組2本が新たにスタート（「にこにこ日曜日」は従来より1時間延長）。
- 9月 八尾市最大の祭典「八尾河内音頭まつり」を、現地から17年連続で公開生放送実施。
- 9月14日 アリオ八尾提供番組がリニューアル。メインパーソナリティが交代し、新しく公開生放送番組「ワンプレート☆アリオ（11:00 - 13:00）」がスタート。DJは小田ゆりえ、城戸優子、北村哲男が務める。アリオ八尾提供番組のリニューアルは開店以来初めてとなる。
- 2014年度（平成26年度）の地域取材件数（主に八尾市以内）が年間2000件を超えた。

2015年（平成27年）
- 5月24日 2回目のリスナー感謝祭 “FMちゃおリスナー感謝祭2015” が行われ、「演芸」をテーマに催しを開催。「八尾まつり家会」「音頭座・がらく」が河内音頭を披露した。
- 7月11日 夏の改編による新番組を発表。毎週土曜日「ヒガシ逢ウサカのガチャガチャラジオ!」（11:00 - 13:00）が放送を開始した。パーソナリティはヒガシ逢ウサカ（ヨシモトCA）、賀屋朋栄（ボズアトール）、朋未（松竹芸能）。
- 9月 八尾市最大の祭典「八尾河内音頭まつり」を、現地から18年連続で公開生放送実施。
- 9月27日 3回目となるリスナー感謝祭“FMちゃおリスナー感謝祭2015〜秋の陣〜”を開催。ワンプレート☆アリオDJ小田ゆりえの生ライブほか、笹谷こうへい、イーゼル芸術工房など人気パーソナリティが生演奏を披露した。
- 2015年度（平成27年度）地域取材件数（主に八尾市以内）が年間2535件を数え、過去最高件数を記録。

2016年（平成28年）
- 4月4日 本社が入居しているアリオ八尾のリニューアルに伴い、アリオ館内TV（テレビサイネージシステム）に参加。アリオ八尾館内各所に設置されたモニターでFMちゃおの生放送スタジオ風景が放送されるようになった。
- 9月 八尾市最大の祭典「八尾河内音頭まつり」を、現地から19年連続で公開生放送実施。
- 10月23日 アリオ八尾レッドコートをメイン会場とし、「いきいき八尾環境フェスティバル2016inアリオ八尾」を開催。番組内ではスカイプを使って、環境イベントを同時開催中の大阪経済法科大学花岡キャンパスや旧西武百貨店屋上、西武ホールなどのサテライト会場からの画像中継も入れつつ、ステッカムなどのでのライブ配信も行われました。
- 11月30日 大阪市中央区マイドーム大阪で開催されている「ビジネスチャンス発掘フェア」に初出展。

2017年（平成29年）
- 5月27日 FMちゃおの生放送番組をライブ配信しているインターネットテレビ（USTREAM)「ちゃおテレ」がFRESH!（フレッシュ!）での配信サービスもスタート。USTREAM・FRESH!の2チャンネル配信となった。
- 9月1日 八尾市内難聴地域の受信状況改善のため、送信アンテナの指向方向を変更するとともに、送信機の出力を10Wから20Wに増力する工事を完了。（近畿総合通信局からアンテナの指向性変更および増力が認められた）10月から受信報告受付（20W増力記念）キャンペーンがスタート。
- 9月9日 毎年、久宝寺緑地会場内に特設放送ブースを設け、まつり終了まで完全生放送を実施（今年で20年連続現地生放送）している「第40回八尾河内音頭まつり」が、踊り参加者2,872名のギネス記録を達成。FMちゃおからも当日7名のパーソナリティが踊り子として参加し、正調河内音頭おどりを披露した。現地からの公開生放送は18年連続。
- 11月29日 大阪市中央区マイドーム大阪で開催されている「ビジネスチャンス発掘フェア」に2年連続出展。

2018年（平成30年）
- 1月7日 アリオ八尾提供番組「ワンプレート☆アリオ」がリニューアル。1月よりアリオ八尾のメディアがすべて名称・ロゴが統一され「アリナビ!（テレビ・ラジオ・マガジン）」として配信開始。「アリナビ!ラジオ」は第4期アリオ八尾イメージガールと、北村哲男・小田ゆりえ・平田理が 交代で進行パーソナリティを務める。
- 2月24日 4回目となるリスナー感謝祭「FMちゃおリスナー感謝祭2018」を開催。近藤綾香（松竹芸能）を総合司会に、ヒガシ逢ウサカ（ヨシモトCA）、朋未（松竹芸能）、安田欣司、古家学などが出演。スターダストレビューから開局20周年お祝いコメントも寄せられた。また、リスナーセッションとして「本日のスープ」（大泉洋Withスターダスト・レビュー）を会場で合唱。公開生放送（録画）されたものは、YouTubeにアップされている。
- 4月（新年度）より、開局20周年記念事業がスタート。八尾出身のお笑い芸人（水本氏）「span!」の冠番組「span!水本の凱旋ラジオfeat.マコト」（毎週金曜日午後2時30分から2時間の生放送番組）が放送開始。ラジオドラマ風に仕立てた20周年PRコマーシャル（月替わり/4月から2019年3月まで全12回）や、FMちゃおテーマソングを局ゆかりのアーティストがカバーする企画（月替わり）、河内音頭の著名な「おどり連」とのコラボステッカー作成などを実施している。
- 7月 環境活動支援金の助成を受けて、「WAN UP!マナーアップYAO」（犬の飼い方マナーアップ）キャンペーンをスタート。犬の糞尿の後始末、殺処分を減らすための呼びかけを、環境美化活動などと連携しマナー講座開催やラジオCMなどを通じて実施している。
- 8月4日 地域の夏祭り会場となった、八尾市立刑部小グラウンドから「安田欣司バラエティ ハミダシラジオSP」を2時間公開生放送実施。
- 9月9日 例年久宝寺緑地公園内で開催されている、八尾市内最大のイベント「やお河内音頭まつり」が台風の影響で中止となり、会場から例年生放送する「まつり特別番組」も番組放送中止となった。（放送では番組の差し替えが行われた）
- 11月12日 FMちゃお音楽祭「YAON2018」（アーティストブッキング協力：シュガーベイブ）をアリオ八尾レッドコートにて開催。アメリカンオールディーズナンバーのカバーで著名なユニット「さっきー&ナナ」をゲストで迎え、八尾ゆかりのアーティストとともにイベントを実施した。
- 11月28日 大阪市中央区マイドーム大阪で開催されている「ビジネスチャンス発掘フェア」に3年連続出展。
- 12月1日 大阪府献血推進ガールAKB48 Team8/Team4兼任 永野芹佳さんらAKB48Team8から3名をゲストに迎え、『冬の献血キャンペーン！AKB笑顔の贈り物!!』がFMちゃお79.2MHzスペシャルプログラムとして、アリオ八尾1階オレンジコートにて公開収録を行った。また、ミニコンサートも同時開催。
- 12月 映像配信サイトを「FRESH!LIVE」から「YouTube Live」へ変更された。

2019年（平成31年/令和元年）
- 2月24日 「ペットのマナーアップ」をテーマに、通算5回目となるリスナー感謝祭「FMちゃおリスナー感謝祭2019」をアリオ八尾レッドコートにて開催。開局20周年記念事業として行われていたFMちゃおオリジナルキャラクター企画「ラジラ（Radzilla)」の発表お披露目や、「アリナビ!ラジオ」の公開生放送も実施。女性コーラスグループ「ハミール」による「ちゃおテーマソング」の合唱も行われた。
- 7月26日 「span!水本の凱旋ラジオfeat.マコト」夏休みスペシャルが、リノアス8階にあるものづくり体験型スペース「みせるばやお」内にて開催。子ども達の参加を募り公開生放送を行った。近鉄八尾駅前商業施設「リノアス」館内からの生放送は初の試み。
- 8月3日 地域の夏祭り会場となった、八尾市立刑部小グラウンドから2年連続となる「安田欣司バラエティ ハミダシラジオSP」を2時間公開生放送実施。
- 9月8日 昨年は台風被害で中止となった「八尾河内音頭まつり（第42回）」が久宝寺緑地にて開催された。当日は会場内に特設放送ブースを設け、まつり終了まで完全生放送を実施。昨年度の中止を挟み19回目の公開生放送となる。
- 11月15日 初めての「FMちゃおリスナーミーティング2019」がアリオ八尾光町スクエアにて開催。ペットマナーをテーマに八尾市保健所やドッグスクール講師を招いてのセミナーが開催された。
- 11月27日 大阪市中央区マイドーム大阪で開催されている「ビジネスチャンス発掘フェア」に4年連続出展。
- 12月29日 FMちゃお音楽祭「YAON SeasonⅡ」がアリオ八尾光町スクエアにて開催。総勢13アーティストが出演し、盛大に行われた。

2020年（令和2年）
- 1月18日 「絆」をテーマに、通算6回目となるリスナー感謝祭「FMちゃおリスナー感謝祭2020」をアリオ八尾レッドコートにて開催。地元の府立高校である八尾高校生徒、八尾翠翔高校生徒の出演や、ギタリスト山田恵範氏・アルパハープ奏者の増永雅子氏など、多彩なゲストを招いての公開収録が行われた。
- 1月31日 2回目となる「FMちゃおリスナーミーティングVOL．2〜シネマカフェ〜」がアリオ八尾光町スクエアにて開催。福島県の復興と野球をテーマにした映画「それぞれのヒーローたち」を上映。関係者のトークショーも行われた。
- 3月6日 - 15日 FMちゃお主催「東日本大震災特別企画展」をアリオ八尾光町スクエアにて開催。東北地方整備局「震災伝承館」の協力を得て、当時の写真や映像を展示上映。防災をテーマにした企画展は期間中1000名の来場者が訪れた。
- 3月16日 - 29日 FMちゃお地域活動応援プロジェクトスタート。第1弾として八尾ベースボールクラブの活動写真展をアリオ八尾光町スクエアにて開催。
- 政府のコロナ感染拡大防止に伴った緊急事態宣言を受けて、4月8日（水）から現在も、「新型コロナ感染拡大防止に関する特別番組」の放送を行っている。（内容や番組開始時間は徐々に変更されている）
- 5月18日より特番枠をそのまま新番組として再編し、「I Will（アイウィル）～八尾を応援する特別情報番組」の放送を開始した。
- 7月1日よりFMちゃおリーディングキャンペーン「子どもを守る 命を守る 未来を守る」をスタート。子育て相談や虐待防止、学校でのいじめ撲滅などを活動中心に据えて地域で活動する団体と連携し、キャンペーンに連動した番組や広報CMなどを放送。また、こどもが自らの声を意見（お手紙など）として受け付ける「こどもみらいポスト」をFMちゃおスタジオ横に常設した。この活動は2021年3月末まで行われる予定。
- 11月6日 アリオ八尾光町スクエアを会場として河内音頭オンラインイベント「お待たせしました!インターネット・ラジオで始まる河内音頭」をインターネット配信実施。八尾本場河内音頭連盟の師匠方による音頭と踊りを発信した。初めて河内音頭の公式オンラインイベントを実施。
- 11月9日より、エフエム和歌山の開発したAI（人工知能）アナウンサー「ナナコ」を導入。コミュニティFM局では大阪府下初となるAIアナウンサー採用となった。初日より八尾市提供番組内で自動翻訳による4か国語多言語放送を開始。

2021年（令和3年）
- 1月24日 特定非営利活動法人 八尾市観光ボランティアガイドの会が八尾市政施行70周年記念事業として取り組んだ、「八尾市内寺院の梵鐘CD」（解説付きCD）製作に全面協力。観光ボランティアガイドの会でリストアップした八尾市内の寺院134寺のうち、梵鐘が残る24寺の中から録音に協力頂いた22寺の鐘の音を収録したCD刊行の研究発表会が市内コミュニティセンターで行われた。
- 2月8日 アリオ八尾光町スクエアを会場として河内音頭オンラインイベント「お待たせしました!インターネット・ラジオで始まる河内音頭 第2弾」をインターネット配信実施。八尾本場河内音頭連盟の師匠方による音頭と踊りを発信した。
- 3月11日 - 14日 FMちゃお主催「東日本大震災10年 震災の記憶〜来るべき大災害から身を守るために〜」をアリオ八尾光町スクエアにて開催。東北地方整備局「震災伝承館」の協力を得て、当時の写真や映像を展示上映。期間中には八尾市内のアマチュア無線団体との災害時協定締結式や、ペットの命を守る「ペットセーバー講習会」なども行われ、期間中1420名の来場者が訪れた。
- 3月11日 八尾市アマチュア無線非常通信連絡会とやおコミュニティ放送株式会社（FMちゃお）との災害時の防災協定締結式が行われた。この協定により、八尾市長が八尾市防災計画に基づき災害対策本部などを設置した場合、またはこれに準ずる事態が発生した場合、FMちゃおが八尾市アマチュア無線非常通信連絡会に協力を要請するとともに、双方の団体が情報共有、相互利用が可能になった。地域のアマチュア無線団体との災害時協定は全国でも数少ない。
- 4月1日よりFMちゃおリーディングキャンペーン2021「みんなが笑顔になれる瞬間をありがとう!」がスタート。昨年同様、こどもの未来を守る運動を展開。今年度は市内企業・商店に協力をいただき、ご出産されたご家族へプレゼントをお渡しする企画を年間企画として実施予定（現在、コロナ禍の影響で中断中）。
- 八尾市が「映画のまち・やお」を施策として打ち出したことから、FMちゃおが中心となって応援企画となる「8ミリフィルム映像同好会」を立ち上げた。八尾市内に眠る、昭和時代の八尾の情景が映ったフィルムを市民から情報提供を受け、地域文化遺産として残していく試みをスタートさせた。現在、映写機の保有台数は200台越え、全国で最大の所有数を誇っている。
- 7月12日 - 20日 「8ミリ映像フィルムレトロ展」をアリオ八尾光町スクエアにて実施。大規模改修に入った八尾市文化会館（プリズムホール）で使用されていた35ミリ映写機とホール座席椅子を展示。ミニシアターを設けて、八尾市内の昭和の街並みなどの8ミリフィルム映像を流した。

2022年（令和4年）
- 1月3日 アリオ八尾光町スクエアを会場として「新春!河内音頭！」を慣行。八尾本場河内音頭連盟の師匠方による音頭と踊りの情報発信を行った。
- 1月25日 - 26日 エディオンアリーナ大阪にて2年ぶりの開催となる「ビジネスチャンス発掘フェア」に出展。
- 2月19日 FMちゃおリスナー感謝祭2022が、アリオ八尾光町スクエアにて開催。今年度は「プリズムホール」のリニューアルオープン企画とコラボを行い、地元八尾市出身の童画家 徳治昭さんのワークショップを行った。
- 2月26日 FMちゃおとYES-fmとのコラボ企画番組を、FMちゃおアリスタを使用して実施。11時 - 12時までの60分FMちゃおで生放送された。
- 3月7日 - 12日 FMちゃお主催「東日本大震災10年 震災の記憶〜来るべき大災害から身を守るために〜」をアリオ八尾光町スクエアにて開催。東北地方整備局「震災伝承館」の協力を得て、当時の写真や映像を展示上映。11日（金）には、防災講演会中なども行われ、期間中おおよそ600名の来場者が訪れた。
- 7月夏クールより、ウクライナ文化交流協会協力の番組「ウクライナのアイディンティティ」（30分収録番組）がスタート。八尾市在住女性ウクライナ人の方をパーソナリティに起用し、ウクライナの現状や日本で生活をするウクライナ人の皆さんへさまざまな情報を提供する番組を制作開始。
- 7月20日 大阪府守口市のコミュニティFM「FM HANAKO」と業務締結を結び、技術や人材の相互交流をはじめる。
- 9月19日 3年ぶりの開催となる「八尾河内音頭まつり（第45回）」がアリオ八尾・リノアスなどの商業施設を会場に実施された（開催時間は16時までの短縮）。当日は会場内に特設放送ブースを設け、まつり終了まで完全生放送を実施。河内音頭まつりの特番は20回目の公開生放送となる。
- 10月秋のクール改編より毎週金曜日はFM HANAKOの生放送番組ネット放送を開始。「さわやかワイド82.4!」「プロムナード82.4」のネット放送がスタートした。
- 2023年1月冬のクール改編よりFM HANAKOの生放送番組ネット放送が毎週木・金曜日に拡大。
- 3月8日 - 11日 FMちゃお主催「東日本大震災特別企画展」をアリオ八尾光町スクエアにて開催。東北地方整備局「震災伝承館」の協力を得て、当時の写真や映像を展示上映。期間中約1000名の来場者が訪れた。

2023年（令和5年）
- 4月春のクール改編より3月末にて閉局したFM HANAKO（大阪府守口市）にかわり、毎週木・金曜日にFM TANABE（和歌山県田辺市）の生放送番組ネット開始を発表。『グッドモーニングたなべ』『お昼ですよ!』『リクエストしよう』を9:00 - 14:00の間でネット。一部差し替えあり。

2024年（令和6年）
- 3月31日　アリオ八尾のレッドコートにて10時半 - 20時まで『FMちゃおファイナルイベント「Believe」』を生放送。イベントの終了をもって閉局した。

## 運営上の特徴
- 局公式ホームページでは写真と文面によるイベント紹介「取材日記」「ちゃお通信」や「ツイッター」「フェイスブック」など八尾市内の情報を発信。また、局制作の生放送番組はほぼすべて「YouTube」でライブ配信されており、アーカイブで過去の放送を観ることができる。
- 改編期のタレントオーディションは行っていない（一部の番組を除外する）。番組・取材レポーターへの採用は、局独自に新人登竜門として運営している「ルーキーリーグ」からのステップアップを基本としている。
- 近年まで、司会者やイベントMCをボランティアで紹介するシステムを採用。研修中や経験の浅いタレントを、地域貢献の一環として希望する団体へマッチングする試みを行っていた。
- 平日編成（主に40代後半から上の男女世代層＝演歌・歌謡曲が多い）と土・日編成（30代から上のファミリー層＝情報・バラエティ色が強いプログラム）で番組構成・リスナーターゲットを意識的に変えている。
- 番組編成上、定時にニュース、天気、交通情報を放送していない。ただし、地元に関連性のある鉄道路線の運行情報のほか、臨時の道路・高速情報、注意報・警報を伴う気象情報、災害情報などは必要時に放送（割り込み速報）している。
- 八尾市議会議員選挙・市長選挙・大阪府議会・知事選挙などは、八尾市内の投票率速報を1時間ごとに報道、また投票終了後に開票速報を放送している。
- 聴取可能エリア内での認知症による行方不明者の捜索放送を実施している。（所轄警察への届け出など放送に一定の条件がある。）
- アリオ八尾内に事務所が存在することから、アリオ八尾を会場（特に光町スクエアホール）とする催事を数多く開催、公開生放送をはじめ、公開収録や写真展などの企画も行っている。
- FMHANAKO（もりぐち）との業務提携により、両局で人材交流、技術交流が活発に行われている。（現在は終了）
- 八尾市から離れた遠隔地などをふくむイベント行事などで特設スタジオを設営・運営している。固定化されたサテライトスタジオも含め下記にて列記する
- 過去に運営していたサテライトスタジオ（2015年現在、サテライトスタジオの運営はない。）
  - 地元商店街（八尾ファミリーロード商店街内）サテライトスタジオ「ファミスタ」
  - 駅前ビル （JR柏原駅前アゼリアビル内）サテライトスタジオ「アゼリアスタジオ」
  - サロンスペース“スタジオ792”（八尾市光南町）サテライトスタジオ
  - ボウリング場施設内 （JR志紀駅ボウルアロー施設内）サテライトスタジオ
- 八尾市内リスナーを対象とした遠隔地（観光地など）の特設スタジオ（ブース）
  - 海浜夏季限定サテライトスタジオ（和歌山県田辺市扇ヶ浜ビーチ内）
  - スキー場冬季限定サテライトスタジオ（滋賀県高浜市箱館山スキー場内）
  - 京都二寧坂（地元商業店舗協賛特別番組）
- イベントなどで運営されていた主な特設サテライトスタジオ（ブース）
  - エキスポランド（祝日催事）
  - 近鉄ハーツ（祝日催事）
  - 久宝寺緑地 陸上競技場内（八尾河内音頭まつり）
  - 八尾市役所前（八尾河内音頭まつり）ほか
  - 大阪府立八尾高等学校内（八尾河内音頭まつり）
  - 大阪経済法科大学八尾駅前キャンパス内（大阪経済法科大学オープンキャンパス）ほか
  - 西武八尾店フロア（“母の日”“父の日”特別番組）ほか
  - 八尾市立山本球場（八尾市軟式野球大会中継、ソフトボール大会中継）
  - 八尾市文化会館プリズムホール（ミュージックフェス特別番組）ほか

## 番組
番組改編は通常4月と10月に行われる。番組の終了などの告知は、原則として終了の2週間前頃から行われる。

### 平日（おもな自社制作番組）
- はっぴぃくれよん
- 情報プラザやお
- 地域安全だより
- 青春年鑑

ほか

### 土曜日（おもな自社制作番組）
- 地域安全だより
- スポーツ文化のお知らせ
- 青春年鑑

ほか

### 日曜日（おもな自社制作番組）
- 地域安全だより
- アリナビラジオ!

ほか

### 基幹生放送番組を受け持つおもなパーソナリティ
- 川口とも（はっぴぃくれよん）
- 北山ヒロト（情報スペース）
- 志賀 萌（はっぴぃくれよん）
- 畔地祐希（情報スペース）
- もりの（はっぴぃくれよん）
- 木坂浩三（情報スペース）
- 北村哲男（アリナビラジオ!）
- 津田洸介（情報スペース）

ほか

### アーティスト・タレントパーソナリティ（自社制作番組出演者）
- 笹谷晃平（シンガーソングライター）
- 島津亮太（役者、朗読、パフォーマンス）
- 村田季世子（読み聞かせ、朗読）
- 槙野祐美子（読み聞かせ、朗読）
- 万ノ記子（ベジフルサポーター、野菜ソムリエ）
- アリオ八尾イメージガール・ボーイ（タレント）
- 川口哲也（歌手）
- 夢香（歌手）
- 島津健（歌手）
- 原みどり（歌手）
- くーみん（歌手）

ほか

## 聴取率（八尾市内居住者の認知率）
- 開局間もない頃、独自（リサーチ専門業者に委託しての電話アンケート回答方式）で聴取率調査をした事がある。この調査結果は公表されていない。また、年間数回程度、イベント会場や本社スタジオ前にてアンケート方式の「認知率」調査を実施しているが、公式な調査結果の公表はない。
- 平成29年度 八尾市内での認知率調査結果を発表。八尾市内（サンプル数500／年齢・性別・居住地域ランダム）でのアンケート調査によると、FMちゃおの市内居住者認知率は73．5％（名称を知らない＝回答が「やおのFM」「アリオにあるラジオ局」などの回答含む＝）となっている。

## データ
- 送信所は八尾市役所（八尾市本町）屋上にある。
  - 送信点：経度135°36′12″、緯度134°37′25″
  - 輻射中心高：62m
  - 使用周波数：79.2MHz
  - 使用空中線：3段スタック型空中線(絶対利得:665dBi)
  - EIRP(実効輻射電力)： 39.0W
- 八尾市内で大きな災害が発生した場合（FMちゃお本社で放送が出来ない事態になった場合）、八尾市役所送信所から直接放送が出来るシステムになっている。
- 可聴エリアと呼ばれている範囲内で、難聴地域（室内でのラジオ入感調査）が存在する。八尾市竹渕、北山本、南木の本、大正、沼、恩智、若林などの一部で受信状態の悪い地域があったが、20W増力およびアンテナ指向性の変更によりほぼ改善された。

## 催事・イベント運営および音響請負
八尾市内の公共スペースオープニングイベントや交通安全運動・地域安全運動などの催事・音響運営などを数多く手掛けている。（以下運営実績）
- 公共スペース・建物落成記念行事
  - 八尾市立八尾図書館・八尾市青少年センター開館記念式典
  - JR八尾駅南口駅前広場完成記念セレモニー
  - 新大正コミュニニティセンター・八尾市大正出張所・水防センター開所式
  - 龍華コミュニティセンター・龍華出張所・龍華図書館 開所記念式典など
  - 八尾市水道局新庁舎記念式典セレモニー
  - 曙川公園開所セレモニー
  - 大阪府赤十字 LINOAS献血スペースオープニングセレモニー
  - 赤十字 冬の献血キャンペーン「AKB Team8プレゼンツ～笑顔の贈り物～」トークショー＆ミニコンサート オペレーション

- 警察関連行事
  - 全国交通安全運動初日キャンペーン市民の集い
  - スタントマンによる交通安全教室（スケアードストーレート）
  - 全国地域安全運動市民の集いなど
  - 春の全国交通安全運動“近鉄「交通安全列車」“出発式”
  - 八尾警察歳末警戒隊発足式など（八尾警察署関連イベント）

- 環境関連行事
  - いきいき環境フェスティバル式典（会場：西武八尾店、アリオ八尾）など

- 季節行事
  - 八尾天満宮福娘コンテスト
  - 八尾ロボットコンテスト（八尾ロボコン）
  - 西武八尾店バレンタインコンサート
  - ライオンズクラブ主催 八尾市立病院院内コンサート
  - 南紀白浜砂まつり音響・運営など

### おもな司会者・MC
- イベントにMCとして携わる司会者
  - 藤井加奈子（Jプロダクション）
  - 辻内かおり（Jプロダクション）
  - 森川由香（昭和プロ）
  - 村田季世子（オフィスキーワード）
  - 北村哲男（パートナーズ・プロ）
  - 北山ヒロト（フリー）
  - 川口とも（フリー）
  - 近藤綾香（松竹芸能）

ほか

## 主要加盟団体
- 日本コミュニティ放送協会
- 八尾商工会議所
- 八尾市観光協会
- 八尾経営・技術交流会
- 環境アニメイテッドやお